# Unterseeboot 51 (1938)
Pour les articles homonymes, voir Unterseeboot 51.
L'Unterseeboot 51 ou U-51 est un sous-marin allemand (U-Boot) de type VII.B construit pour la Kriegsmarine pendant la Seconde Guerre mondiale.

## Construction
L'U-51 est issu du programme 1937-1938 de nouvelle classe de sous-marins océaniques. Il est de type VII B construits entre 1936 et 1940. Sorti des chantiers de Friedrich Krupp Germaniawerft AG à Kiel, la quille du U-51 est posée le 26 février 1937 et il est lancé le 11 juin 1938. L'U-51 entre en service seulement deux mois plus tard.

## Historique
Mis en service le 6 août 1938, l'U-51 entre en service de 1938 à 1939 au sein de la Unterseebootsflottille "Wegener".
Il réalise sa première patrouille de guerre, quittant le port de Kiel, le 17 janvier 1940, commandé par le Kapitänleutnant Dietrich Knorr pour une surveillance dans la Manche en contournant les Îles anglaises. Il coule deux navires marchands pour un total de 3 143 tonneaux, le premier à l'ouest au large de l'Écosse et le second au sud de l'Irlande.
Le 29 janvier 1940, l'U-51 rencontre des problèmes techniques de lance-torpilles qui l'obligent à écourter sa mission. Il retourne à Wilhelmshaven  qu'il rejoint le 8 février 1940, après vingt-trois jours de navigation.
Sa deuxième patrouille commence le 11 mars 1940 à Wilhelmshaven et se termine quarante-trois jours plus tard après la navigation le long des côtes de Norvège autour de Narvik, puis de Trondheim. Il prend part à l'opération Hartmut (en) avec le groupe no 1 de U-Boote pour la protection des forces allemandes pendant leur invasion de la Norvège, contre les forces navales britanniques.

Le 19 avril 1940, l'U-51 tente de torpiller en vain le croiseur léger français Emile Bertin. Il retourne sans succès à son port d'attache de Kiel le 22 avril 1940.
L'U-51 quitte Kiel le 6 juin 1940 pour sa troisième patrouille : la recherche de convois de navires ennemis, dans un groupe (meute) de neuf U-Boote au nord-ouest du Cap Finisterre sans succès. Puis il se dirige seul vers le sud-ouest de l'Irlande où il coule trois navires pour un total de 22 168 tonneaux. Après trente jours de croisière, l'U-51 touche terre à Kiel le 5 juillet 1940.
Sa quatrième patrouille le fait quitter le port de Kiel le 9 août 1940 pour le Golfe de Gascogne. Après avoir coulé un navire de 5 709 tonneaux le 15 août 1940, l'U-51 est attaqué et sérieusement endommagé, le lendemain, par un hydravion britannique Short S.25 Sunderland (Squadron 210/RAF) qui lui lance des charges de profondeur. En route vers Lorient pour des réparations, l'U-51 est torpillé en surface, le 20 août 1940, par le sous-marin mouilleur de mines britannique HMS Cachalot, à l'ouest-sud-ouest de Lorient, à la position géographique de 47° 06′ N, 4° 51′ O. Les 43 membres d'équipage meurent dans cette attaque.

## Affectations
- Unterseebootsflottille "Wegener" du 6 août 1938 au 31 août 1939 à Kiel (service active)
- 7. Unterseebootsflottille du 1er septembre au 31 décembre 1939 à Kiel (service active)
- 7. Unterseebootsflottille du 1er janvier 1940 au 20 août 1940 à Kiel (service active)

## Commandements
- Kapitänleutnant Ernst-Günter Heinicke du 6 août 1938 à août 1939
- Kapitänleutnant Dietrich Knorr du 15 janvier au 20 août 1940

## Patrouilles
|       | Commandant            | Départ          | Départ        | Arrivée        | Arrivée       | Jours     | Succès   |
| ----- | --------------------- | --------------- | ------------- | -------------- | ------------- | --------- | -------- |
| 1     | Kptlt. Dietrich Knorr | 17 janvier 1940 | Kiel          | 8 février 1940 | Wilhelmshaven | 23 jours  | 3 143    |
| 2     | Kptlt. Dietrich Knorr | 15 mars 1940    | Wilhelmshaven | 22 avril 1940  | Kiel          | 43 jours  |          |
| 3     | Kptlt. Dietrich Knorr | 6 juin 1940     | Kiel          | 5 juillet 1940 | Kiel          | 30 jours  | 22 168   |
| 4     | Kptlt. Dietrich Knorr | 9 août 1940     | Kiel          | 20 août 1940   | Coulé         | 12 jours  | 5 709    |
| Total | Total                 | Total           | Total         | Total          | Total         | 108 jours | 31 020 t |

Note : Kptlt. = Kapitänleutnant

### Opérations Wolfpack
L'U-51 a opéré avec les Wolfpacks (meutes de loup) durant sa carrière opérationnelle:
- Prien (12 juin 1940 - 17 juin 1940)

## Navires coulés
L'Unterseeboot 51 a coulé 5 navires marchands ennemis de 26 296 tonneaux et un navire de guerre auxiliaire de 4 724 tonneaux au cours des 4 patrouilles (108 jours en mer) qu'il effectua.
| Navires coulés ou endommagés par le U-51 |              |             |               |       |
| Date                                     | Nom          | Nationalité | Tonnage (GRT) | Fait  |
| 22 janvier 1940                          | Gothia       | Suède       | 1 654         | Coulé |
| 29 janvier 1940                          | Eika         | Norvège     | 1 503         | Coulé |
| 25 juin 1940                             | Saranac      | Royaume-Uni | 12 049        | Coulé |
| 25 juin 1940                             | Windsorwood  | Royaume-Uni | 5 395         | Coulé |
| 29 juin 1940                             | HMS Edgehill | Royaume-Uni | 4 724         | Coulé |
| 15 août 1940                             | Sylviafield  | Royaume-Uni | 5 709         | Coulé |

### Sources
- (en) Cet article est partiellement ou en totalité issu de l’article de Wikipédia en anglais intitulé « German submarine U-51 (1938) » (voir la liste des auteurs).